# Серенеда (Тексас)
Серенеда (енгл. Serenada) насељено је место без административног статуса у америчкој савезној држави Тексас.

## Демографија
По попису из 2010. године број становника је 1.641, што је 206 (-11,2%) становника мање него 2000. године.
| Група             | 2000.         | 2010.         |
| Белци             | 1.733 (93,8%) | 1.489 (90,7%) |
| Афроамериканци    | 12 (0,6%)     | 10 (0,6%)     |
| Азијати           | 8 (0,4%)      | 5 (0,3%)      |
| Хиспаноамериканци | 80 (4,3%)     | 108 (6,6%)    |
| Укупно            | 1.847         | 1.641         |